# Benmjöl
Benmjöl utvinns ur krossade djurben. Det är rikt på kväve och fosfor, och värdefullt som långtidsverkande gödningsmedel. 
Tidigare användes benstampar för krossning av djurben till benmjöl. Råstampat benmjöl innehåller omkring 24 % fosforsyra och 4 % kväve, medan ångpreparerat benmjöl håller 27–30 % fosforsyra och 1–2 % kväve. Benmjöl används i första hand på kalkfattiga jordar.
1957 förbjöd Kungliga Veterinärstyrelsen (nuvarande Jordbruksverket) import av benmjöl, då man misstänkte att det var en stor källa till utbrott av mjältbrand i Sverige. Efter förbudet minskade utbrotten av mjältbrand drastiskt i Sverige.
Benmjöl kan också ha spelat en roll i spridningen av BSE ("Galna ko-sjukan") genom att boskap utfodrades med ben- och köttmjöl från smittbärande djur. Det är förbjudet att tillföra djur benmjöl i Sverige sedan 1986 och i EU sedan 2001.

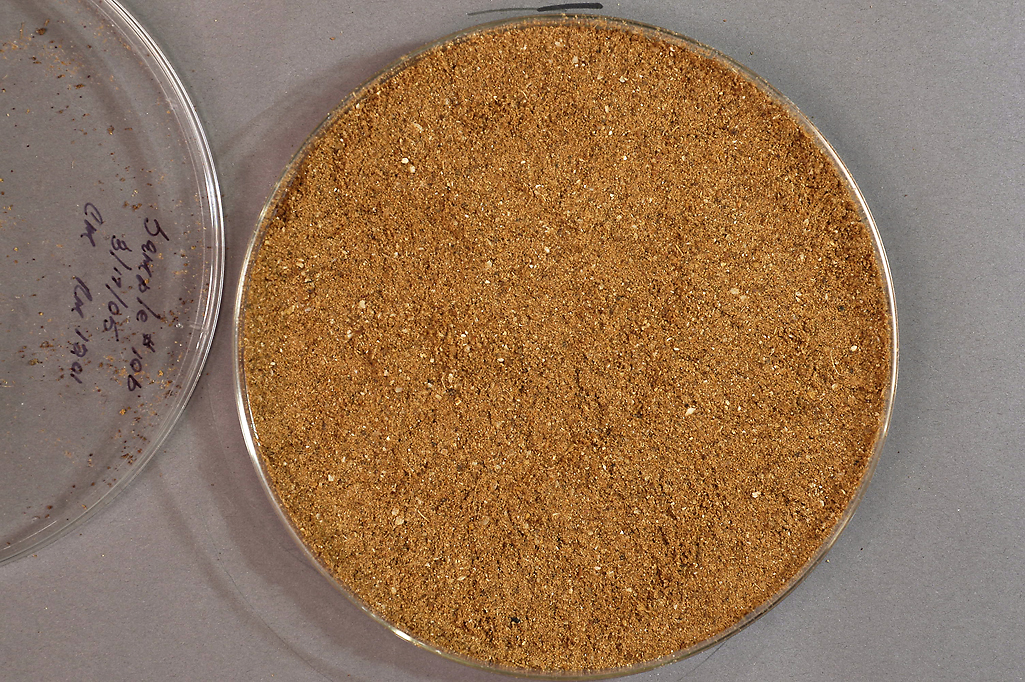
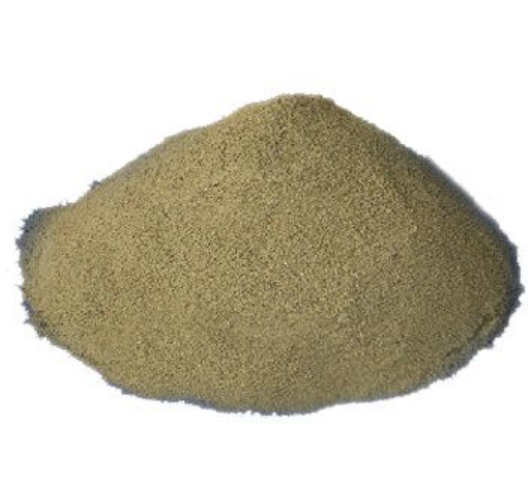